# 吉丹魯姆吉省
13°39′27″N 6°41′45″E / 13.65750°N 6.69583°E

吉丹魯姆吉省（法語：Guidan-Roumdji），是尼日爾的省份，位於該國南部，由馬拉迪大區負責管轄，北面是達科羅省，面積4,929平方公里，2011年人口485,743，人口密度每平方公里99人。